# Reserpin
Reserpín, tudi rezerpín, je glavni alkaloid iz korenin drevesa Rauwolfia serpentina z antihipertenzijskim in nevroleptiku podobnim učinkom. Uporabljal se je za zdravljenje povišanega krvnega tlaka ter lajšanje psihotičnih simptomov, vendar pa se danes zaradi razvoja novejših učinkovin za te indikacije ter pojavljanja številnih neželenih učinkov uporablja le redko. Na tržišču v Sloveniji ni zdravila s to učinkovino.
Antihipertenzivni učinek je posledica znižanja koncentracije kateholaminov in drugih monoaminskih živčnih prenašalcev v živčnih končičih obkrajnega simpatičnega živčevja. Ti živčni prenašalci so udeleženi v nadzor srčnega ritma, moči srčne kontrakcije ter upora perifernih žil. Izčrpanje zalog monoaminskih živčnih prenašalcev v živčnih sinapsah naj bi bilo tudi razlog za pojav depresije pri številnih bolnikih, vendar je ta teorija sporna. Nekateri znanstveniki menijo, da ni dokazov za pojav depresije pri uporabi reserpina, drugi pa celo navajajo antidepresivni in pomirjevalni učinek pripravkov iz korenin drevesa Rauwolfia serpentina. Reserpin je bil tudi prva učinkovina, ki je v kliničnih študijah dokazala antidepresivno delovanje.

## Mehanizem delovanja
Reserpin ireverzibilno zavre vezikularni monoaminski transporter (VMAT). Gre za membranski prenašalec, ki v presinaptičnih živčnih končičih prenaša prosti znotrajcelični noradrenalin, serotonin in dopamin v presinaptične mešičke, iz katerih se nato te molekule sprostijo v sinaptično režo s postopkom eksocitoze. Za obnovo zalog monoaminskih živčnih prenašalcev potrebuje telo več dni in celo tednov, zato so učinki reserpina dolgotrajni. Izčrpanje dopamina lahko vodi do pojava z zdravili povzročenega parkinsonizma.

## Biosinteza
V biosintezni poti reserpina je izhodiščna molekula triptofan, ki se z encimom triptofan-dekarboksilazo pretvori v triptamin. Triptamin se veže s sekologaninom v prisotnosti striktozidin-sintetaze, pri čemer astane striktozidin. Sledijo še različne encimske reakcije na striktozidinu, da na koncu nastane reserpin.

## Sodobna uporaba
Danes se reserpin le redko uporablja za zdravljenje povišanega krvnega tlaka.  
V nekaterih državah so še vedno na tržišču kombinirana zdravila za zdravljenje hipertenzije, ki poleg reserpina običajno vsebujejo še diuretik oziroma vazodilatator (npr. hidralazin). Ta zdravila veljajo v sodobnih smernicah zdravljenja za zdravila druge izbire. Odmerki reserpina v takih zdravilih so nizki, in sicer 0,1 do 0,25 mg.
Uporablja se tudi za zdravljenje diskinezije (motnje gibov) pri Huntingtonovi bolezni.
Uporaba pri zdravljenju psihotičnih simptomov je skoraj popolnoma ukinjena, vendar se pa ponovno pojavlja reserpin kot dopolnilno zdravljenje v kombinaciji z drugimi antipsihotiki za bolnike s trdovratnimi psihotičnimi simptomi. Pri takih bolnikih druga antipsihtična učinkovina povzroči dopaminsko blokado, reserpin pa izčrpa zaloge dopamina. Za take dopolilne oblike zdravljenja so odmerki reserpina nizki (pod 0,25 mg dvakrat na dan), tako da jih bolniki bolje prenašajo. Prvotno so za zdravljenje psihoz uporabljali odmerke od 0,5 do 40 mg dnevno. Pri odmerkih, višjih od 3 mg dnevno je bilo treba bolniki dajati tudi antiholinergično zdravilo za lajšanje prekomerne holinergične aktivnosti v številnih delih telesa ter za obvladovanje parkinsonizma.
Reserpin se uporablja kot pomirjevalo pri konjih.
Poleg omenjenih kliničnih področij uporabe se reserpin uporablja tudi pri masni spektrometriji kot referenčni standard, in sicer zaradi njegove dosegljivosti, zmožnosti enostavne ionizacije ter obstojnosti v raztopinah.

## Neželeni učinki
V odmerkih, nižjih od 0,2 mg/dan se neželeni učinki pojavljajo redko, med njimi pa je najpogostejši nosna kongestija (zastajanje krvi v žilju v nosni sluznici).
Obstaja sum na povzročanje depresije, ki lahko vodi v samomorilnost, vendar pa so o tem poročali le v nenadzorovanih študijah s povprečnimi odmerki resepina 0,5 mg na dan.
Reserpin lahko povzroči nosno kongestijo, slabost, bruhanje, pridobivanje telesne mase, draženje želodca, želodčno razjedo (zaradi povečane holinergične aktivnosti v želodčnem tkivu ter zmanjšanje zaščitne funkcije želodčne sluznice), krče v trebuhu in drisko. Lahko se pojavita tudi hipotenzija (prenizek krvni tlak) in bradikardija (upočasnjen srčni ritem), pri astmatikih pa lahko pride do poslabšanja astme. Poročali so tudi o motnjah erekcije. Depresija se lahko pojavi pri kateremkoli odmerku in lahko povroči samomorilne težnje. Drugi neželeni učinki na osrednje živčevje so še zaspanost, omotica in nočne more. Pojav parkinsonizma je odvisen od odmerka. Pogosto so poročali o splošni oslabljenosti in utrujenosti. Pri glodavcih so pri visokih odmerkih reserpina opazili povečano tveganje za pojav fibroadenoma na dojki ter malignih novotvorb na semenjaku. Suma, da reserpin približno dvakratno poveča tveganje za raka dojke pri ženskah, niso potrdili. Povzroči lahko tudi hiperprolaktemija|hiperprolaktemijo.
Reserpin prehaja v materino mleko in je škodljiv za dojene otroke. Zato se je treba uporabi reserpina med dojenjem izogibati.
V terapevtskih odmerkih lahko povzroči nevarno znižanje krvnega tlaka.